# Randall Park
Randall Park (sinh ngày 23 tháng 3 năm 1974) là một nam diễn viên và nhà biên kịch phim người Mỹ gốc Hàn Quốc. Anh nổi tiếng với nhiều vai diễn như Kim Jong-un trong The Interview, Danny Chung trong Veep hay Đặc vụ Jimmy Woo trong WandaVision.

## Đời tư
Anh kết hôn với nữ diễn viên Jae Suh Park vào năm 2008 và cặp đôi hiện có một con gái.

## Danh sách phim

### Điện ảnh
| chưa ra mắt | Phim chưa ra mắt |

| Năm  | Tựa phim                                                                        | Vai trò                     | Ghi chú                              |
| ---- | ------------------------------------------------------------------------------- | --------------------------- | ------------------------------------ |
| 2005 | Will Unplugged                                                                  | Kevin                       |                                      |
| 2005 | American Fusion                                                                 | Josh                        |                                      |
| 2007 | Universal Remote                                                                | The Sick Man / Asian Father |                                      |
| 2008 | Fix                                                                             | Sam                         |                                      |
| 2009 | The People I've Slept With                                                      | Carlton Kim                 |                                      |
| 2009 | Winged Creatures                                                                | Resident                    |                                      |
| 2010 | Dinner for Schmucks                                                             | Henderson                   |                                      |
| 2010 | The 41 Year Old Virgin Who Knocked Up Sarah Marshall and Felt Superbad About It | Officer Yo Ass              |                                      |
| 2011 | Larry Crowne                                                                    | Trainee Wong                |                                      |
| 2011 | Our Footloose Remake                                                            | Ren McCormack               |                                      |
| 2011 | The Good Doctor                                                                 | Clerk                       |                                      |
| 2012 | The Five Year Engagement                                                        | Ming                        |                                      |
| 2014 | Sex Tape                                                                        | Edward                      |                                      |
| 2014 | They Came Together                                                              | Martinson                   |                                      |
| 2014 | The Interview                                                                   | Kim Jong Un                 |                                      |
| 2015 | Trainwreck                                                                      | Bryson                      |                                      |
| 2015 | The Meddler                                                                     | Officer Lee                 |                                      |
| 2015 | Everything Before Us                                                            | Randall                     |                                      |
| 2015 | The Night Before                                                                | Ethan's Boss                |                                      |
| 2015 | Amigo Undead                                                                    | Kevin Ostrowski             |                                      |
| 2016 | The Hollars                                                                     | Dr. Fong                    |                                      |
| 2016 | Office Christmas Party                                                          | Fred                        |                                      |
| 2017 | The Disaster Artist                                                             | Rob                         |                                      |
| 2017 | Snatched                                                                        | Michael                     |                                      |
| 2017 | The 60 Yard Line                                                                | Trapper                     |                                      |
| 2017 | The House                                                                       | Buckler                     |                                      |
| 2017 | The Lego Ninjago Movie                                                          | Chen the Cheerleader        | Lồng tiếng                           |
| 2017 | Dismissed                                                                       | Mr. Sheldon                 |                                      |
| 2018 | The Samurai of Tsushima                                                         | Ganpei                      | Lồng tiếng                           |
| 2018 | Ant-Man and the Wasp                                                            | Jimmy Woo                   |                                      |
| 2018 | Aquaman: Đế vương Atlantis                                                      | Stephen Shin                |                                      |
| 2019 | Long Shot                                                                       | Boss                        |                                      |
| 2019 | Always Be My Maybe                                                              | Marcus Kim                  | Biên kịch, sản xuất                  |
| 2019 | Straight Up                                                                     | Wallace                     |                                      |
| 2020 | Valley Girl                                                                     | Principal Evans             |                                      |
| 2021 | PAW Patrol: The Movie                                                           | Butch                       | Lồng tiếng                           |
| 2022 | The People We Hate at the Wedding                                               | Russell                     |                                      |
| 2023 | Ant-Man and the Wasp: Quantumania                                               | Jimmy Woo                   | Khách mời                            |
| 2023 | Shortcomings                                                                    | Ji-Hun                      | Kiêm đạo diễn Phim đạo diễn đầu tiên |
| 2023 | Strays                                                                          | Hunter                      | Lồng tiếng                           |
| 2023 | Totally Killer                                                                  | Sheriff Dennis Lim          |                                      |
| 2023 | Aquaman and the Lost Kingdom                                                    | Dr. Stephen Shin            | [ 3 ]                                |
| 2024 | IF†                                                                             | John Krasinski              | Tác phẩm quảng bá                    |

### Truyền hình
| Năm        | Tựa phim                                           | Vai trò                                            | Ghi chú |
| ---------- | -------------------------------------------------- | -------------------------------------------------- | --- |
| 2003       | Fastlane                                           | Octopus Man                                        | Tập: "Strap On"                                                                                                   |
| 2003       | Reno 911!                                          | Mailman                                            | Tập: "Dangle's Moving Day"                                                                                        |
| 2003       | Las Vegas                                          | Jasper                                             | Tập: "Jokers and Fools"                                                                                           |
| 2004       | Alias                                              | Korean Soldier                                     | Tập: "Crossings"                                                                                                  |
| 2004       | ER                                                 | Yong-Jo Pak                                        | Tập: "White Guy, Dark Hair"                                                                                       |
| 2005       | House                                              | Brad                                               | Tập: "Autopsy" |
| 2006       | Four Kings                                         | Server Pat                                         | Tập: "Night of the Iguana"                                                                                        |
| 2006–07    | Wild 'n Out                                        | Himself / Various                                  | 16 tập |
| 2006; 2007 | The Bold and the Beautiful                         | E.R. Doctor                                        | 2 tập |
| 2006; 2007 | Mad TV                                             | Bobby’s Cousin / Korean Man / Ando                 | 3 tập |
| 2007       | Nick Cannon Presents: Short Circuitz               | Police Officer / Hypeman Waiter / Bjork            | 3 tập |
| 2007       | Cold Case                                          | Manny Kim '07                                      | Tập: "That Woman"                                                                                                 |
| 2008       | iCarly                                             | Mr. Palladino                                      | Tập: "iGot Detention"                                                                                             |
| 2008       | The Sarah Silverman Program                        | Mongolian Aide                                     | Tập: "The Mongolian Beef"                                                                                         |
| 2008       | Eli Stone                                          | Chris Kim                                          | Tập: "Unwritten"                                                                                                  |
| 2008       | Zip                                                | Mr. Yu                                             | Television film                                                                                                   |
| 2008       | The Apostles                                       | Ettinger                                           | Television film                                                                                                   |
| 2009       | Gary Unmarried                                     | Dr. Greenberg                                      | Tập: "Gary Tries to Do It All"                                                                                    |
| 2009       | Curb Your Enthusiasm                               | Doctor                                             | Tập: "The Table Read"                                                                                             |
| 2009–10    | IKEA Heights                                       | James Melville / Ezekiel Ikea / Lucas Melville     | Vai chính; loạt phim web                                                                                          |
| 2010–11    | Svetlana                                           | Dr. Park                                           | 3 tập |
| 2010; 2015 | Community                                          | Crime Boss / Himself                               | 2 tập |
| 2011–13    | Supah Ninjas                                       | Martin Fukanaga                                    | Recurring role, 27 tập                                                                                            |
| 2011       | CSI: Crime Scene Investigation                     | Scott Katsu                                        | Tập: "Turn On, Tune In, Drop Dead"                                                                                |
| 2011       | A Series of Unfortunate People                     | Odd Man / Jay / Barry                              | 3 tập |
| 2011       | Random Comedies                                    | Joe                                                | Tập: "Open House"                                                                                                 |
| 2012       | New Girl                                           | Will                                               | Tập: "Fancyman Part 1"                                                                                            |
| 2012       | The Office                                         | Steve                                              | Tập: "Andy's Ancestry"                                                                                            |
| 2012       | A Car Called Wanda                                 | Richard                                            | Tập: "It Wasn’t a Roofie"                                                                                         |
| 2012       | Slanted                                            | Kai                                                | Tập: "Paying Your Dues"                                                                                           |
| 2012–17    | Veep                                               | Governor Danny Chung                               | Vai định kỳ, 13 tập                                                                                               |
| 2013       | Infomercials                                       | Mark                                               | Tập: "Broomshakalaka!"                                                                                            |
| 2013       | Mr. Box Office                                     | Larry Kung                                         | Tập: "Marcus Gets Kung Pow'd"                                                                                     |
| 2013–14    | The Mindy Project                                  | Dr. Colin Lee                                      | 3 tập |
| 2014       | Newsreaders                                        | Clavis Kim                                         | 3 tập |
| 2014; 2018 | Robot Chicken                                      | Kim Jong-un / Li Shang / Charon / Red Power Ranger | Lồng tiếng, 2 tập                                                                                                 |
| 2015       | Repeat After Me                                    | Himself                                            | Tập: "#1.5" |
| 2015       | Wet Hot American Summer: First Day of Camp         | Jeff                                               | 4 tập |
| 2015       | Comedy Bang! Bang!                                 | Himself                                            | Tập: "Randall Park Wears Brown Dress Shoes With Blue Socks"                                                       |
| 2015–20    | Fresh Off the Boat                                 | Louis Huang                                        | Vai diễn thường xuyên Nominated – Critics' Choice Television Award for Best Actor in a Comedy Series (2016, 2017) |
| 2016       | Idiotsitter                                        | Hank                                               | Tập: "GED Prom"                                                                                                   |
| 2016       | Childrens Hospital                                 | Jamyang                                            | Tập: "Show Me a Hero"                                                                                             |
| 2016       | Dr. Ken                                            | Gary Chon                                          | Tập: "Korean Men's Club"                                                                                          |
| 2016       | $100,000 Pyramid                                   | Himself                                            | Tập: "Randall Park vs. Anna Camp"                                                                                 |
| 2016       | Bajillion Dollar Propertie$                        | Grieg                                              | Tập: "Day of the Diamond Dealmakers"                                                                              |
| 2017       | Michael Bolton's Big, Sexy Valentine's Day Special | Blair                                              | Netflix Variety special                                                                                           |
| 2017       | Love                                               | Tommy                                              | 2 tập |
| 2017       | Angie Tribeca                                      | Dr. Moreau                                         | Tập: "Brockman Turner Overdrive"                                                                                  |
| 2017       | Drop the Mic                                       | Himself                                            | Tập: "James Van Der Beek vs. Randall Park / Gina Rodriguez vs. Rob Gronkowski"                                    |
| 2017       | Do You Want To See a Dead Body?                    | Himself                                            | Tập: "A Body and a Crater"                                                                                        |
| 2018       | Hot Streets                                        | Donovan Kim                                        | Lồng tiếng, tập: "Got a Minute for Love?"                                                                         |
| 2018       | Drunk History                                      | Jamukha                                            | Tập: "The Middle Ages"                                                                                            |
| 2018       | Animals.                                           | Nikolai                                            | Lồng tiếng, tập: "The Democratic People's Republic of Kitty City"                                                 |
| 2018       | Art Prison                                         | Himself                                            | Adult Swim TV special                                                                                             |
| 2018; 2020 | BoJack Horseman                                    | Moose / Hotel Concierge / American Tourist         | Lồng tiếng, 2 tập                                                                                                 |
| 2019       | Hell's Kitchen                                     | Himself                                            | Tập: "Devilish Desserts"                                                                                          |
| 2019       | What Just Happened??! with Fred Savage             | Himself                                            | Tập: "Neighbor"                                                                                                   |
| 2020       | Medical Police                                     | Clavis Kim                                         | 4 tập |
| 2020       | Mao Mao: Heroes of Pure Heart                      | Eugene                                             | Lồng tiếng, tập: "Adoradad"                                                                                       |
| 2020       | Adventure Time: Distant Lands                      | Hugo                                               | Lồng tiếng, tập: "BMO"                                                                                            |
| 2020       | American Dad!                                      | Doctor                                             | Lồng tiếng, tập: "Trophy Wife, Trophy Life"                                                                       |
| 2020       | Where's Waldo?                                     | Wizard Shadowbeard                                 | Lồng tiếng, tập: "Shadow of Bali"                                                                                 |
| 2021       | WandaVision                                        | Jimmy Woo                                          | Vai diễn thường xuyên, 6 tập                                                                                      |
| 2021       | Marvel Studios: Assembled                          | Himself                                            | Documentary; Episode: "Assembled: The Making of WandaVision"                                                      |
| 2021       | Tuca & Bertie                                      | Bertie's father                                    | Lồng tiếng, tập: "Corpse Week"                                                                                    |
| 2021       | Star Trek: Lower Decks                             | Apergosian High Leader                             | Lồng tiếng, tập: "Strange Energies"                                                                               |
| 2021       | Amend: The Fight for America                       | Himself                                            | 3 tập |
| 2021       | Doogie Kameāloha, M.D.                             | Dr. Edmund Choi                                    | 2 tập |
| 2021–2023  | Young Rock                                         | Future version of himself                          | Vai diễn thường xuyên, 29 tập                                                                                     |
| 2022       | Ghostwriter                                        | Lion                                               | Tập: "Ghost of Oz, Part 1"                                                                                        |
| 2022       | Blockbuster                                        | Timmy Yoon                                         | Vai chính |
| 2022–2023  | Human Resources                                    | Peter "Pete" Doheny                                | Lồng tiếng, vai chính                                                                                             |
| 2023       | Gremlins: Secrets of the Mogwai                    | Yao/Odd-Odd                                        | Lồng tiếng, tập: "Always Buy a Ticket"                                                                            |
| 2023       | Solar Opposites                                    | Mr. Sarner                                         | Lồng tiếng, tập: "The Ping Pong Table"                                                                            |
| 2023       | Big Mouth                                          | Peter "Pete" Doheny                                | Lồng tiếng, tập: "Panic! At The Mall"                                                                             |
| 2023       | Blue Eye Samurai                                   | Heiji Shindo                                       | Lồng tiếng |
| TBA        | Among Us                                           | Red                                                | Lồng tiếng |